# روبي بروكس
روبي بروكس (بالإنجليزية: Ruby Brooks)‏ هو عازف بانجو أمريكي، ولد في 1861 في ستامفورد في الولايات المتحدة، وتوفي في 10 فبراير 1906 في نيويورك في الولايات المتحدة بسبب سرطان المريء.